# 간수 (소금물)
간수(-水) 또는 노수(滷水)는 습기가 찬 소금에서 저절로 녹아 흐르는 짜고 쓴 소금물이다. 고염(苦鹽), 노수(滷水), 염담수(鹽膽水)로도 부른다. 바닷물이나 고염수에서 암염이 침전할 때 형성되며, 마그네슘, 칼슘, 포타슘, 염화 이온, 황산염, 아이오딘화 이온 등 여러 가지 무기질을 함유한다. 두부를 만들 때 응고제로 쓰인다.

## 같이 보기
- 정제염
- 천일염